# Авъл Авилий Уринаций Квадрат
Авъл Авилий Уринаций Квадрат (на латински: Aulus Avillius Urinatius Quadratus) е политик и сенатор на Римската империя през 2 век.
През 156 г. той е суфектконсул заедно със Страбон Емилиан.